# Branchville (Carolina del Sud)
Branchville és una població dels Estats Units a l'estat de Carolina del Sud. Segons el cens del 2000 tenia 1.083 habitants.

## Demografia
Segons el cens del 2000, Branchville tenia 1.083 habitants, 446 habitatges i 276 famílies. La densitat de població era de 127,9 habitants/km².
Dels 446 habitatges en un 27,8% hi vivien nens de menys de 18 anys, en un 41,7% hi vivien parelles casades, en un 16,6% dones solteres, i en un 37,9% no eren unitats familiars. En el 35,7% dels habitatges hi vivien persones soles el 15,5% de les quals corresponia a persones de 65 anys o més que vivien soles. El nombre mitjà de persones vivint en cada habitatge era de 2,39 i el nombre mitjà de persones que vivien en cada família era de 3,12.
Per edats la població es repartia de la següent manera: un 26,3% tenia menys de 18 anys, un 9,1% entre 18 i 24, un 24% entre 25 i 44, un 24,6% de 45 a 60 i un 16% 65 anys o més.
L'edat mediana era de 38 anys. Per cada 100 dones de 18 o més anys hi havia 72,7 homes.
La renda mediana per habitatge era de 22.429$ i la renda mediana per família de 34.625$. Els homes tenien una renda mediana de 26.607$ mentre que les dones 20.917$. La renda per capita de la població era de 14.509$. Entorn del 17,5% de les famílies i el 20,7% de la població estaven per davall del llindar de pobresa.

## Poblacions més properes
El següent diagrama mostra les poblacions més properes.